# البنز (ویرجینیای غربی)
البنز(به انگلیسی: St. Albans) شهری در ایالت ویرجینیای غربی کشور ایالات متحده آمریکا است که جمعیت آن در سرشماری سال ۲۰۱۰ میلادی، ۱۱٬۰۴۴ نفر بوده‌است.